# Perșunari (Gura Vadului), Prahova
Perșunari (în trecut, Tohăneanca) este un sat în comuna Gura Vadului din județul Prahova, Muntenia, România.
Numele de Perșunari era la sfârșitul secolului al XIX-lea numele unei părți a satului Tohăneanca din comuna Gura Vadului, județul Buzău. Satul avea 660 de locuitori și mai avea o subdiviziune denumită Ungureni.